# À la Belle Jardinière
Cet article possède un paronyme, voir La Belle Jardinière.

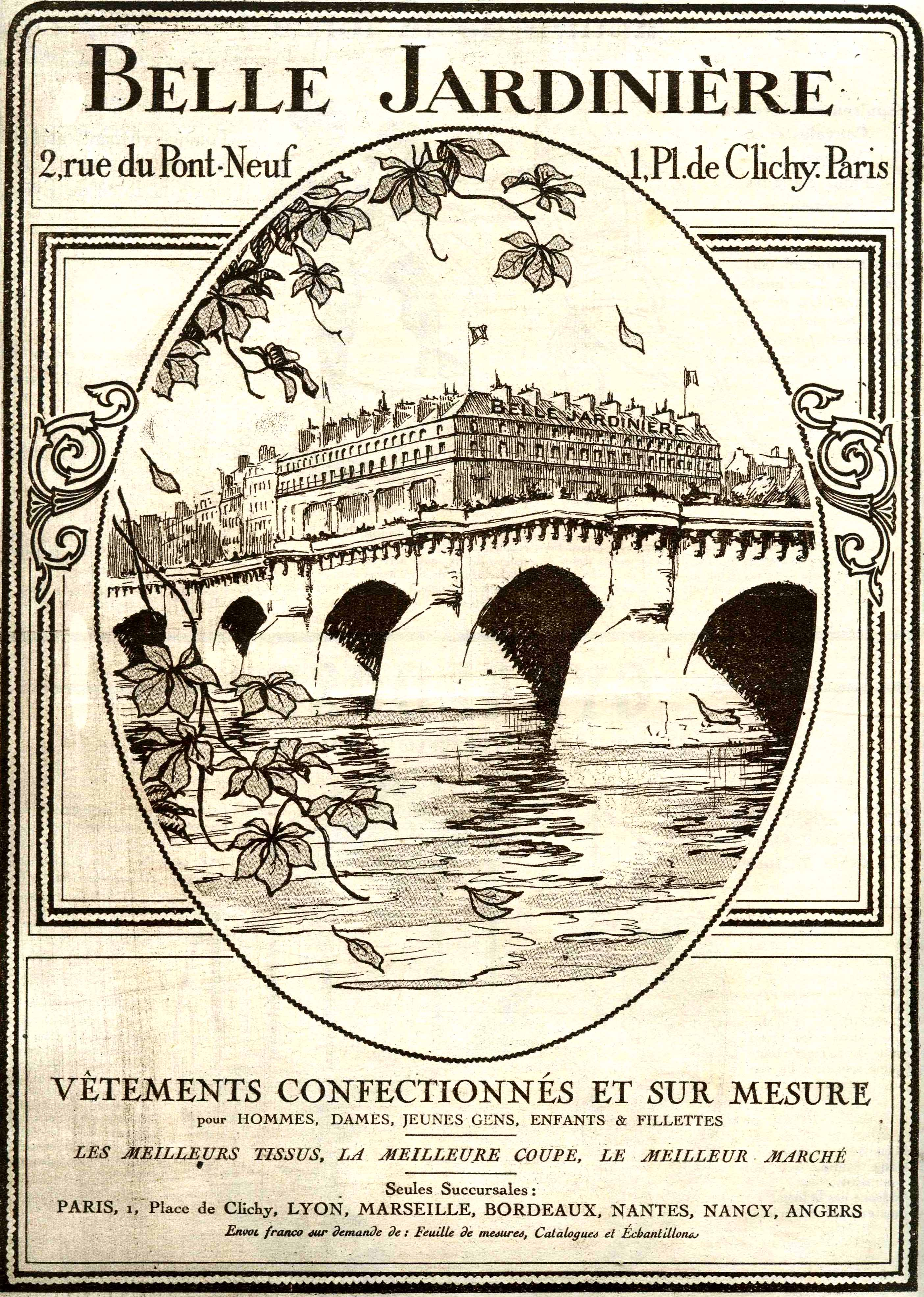
Réclame de 1919.

À la Belle Jardinière est l'enseigne d'une chaîne de magasins de confection qui se développa en France au XIXe siècle. Elle ferme en 1972.

## Histoire

### Magasin de l'île de la Cité

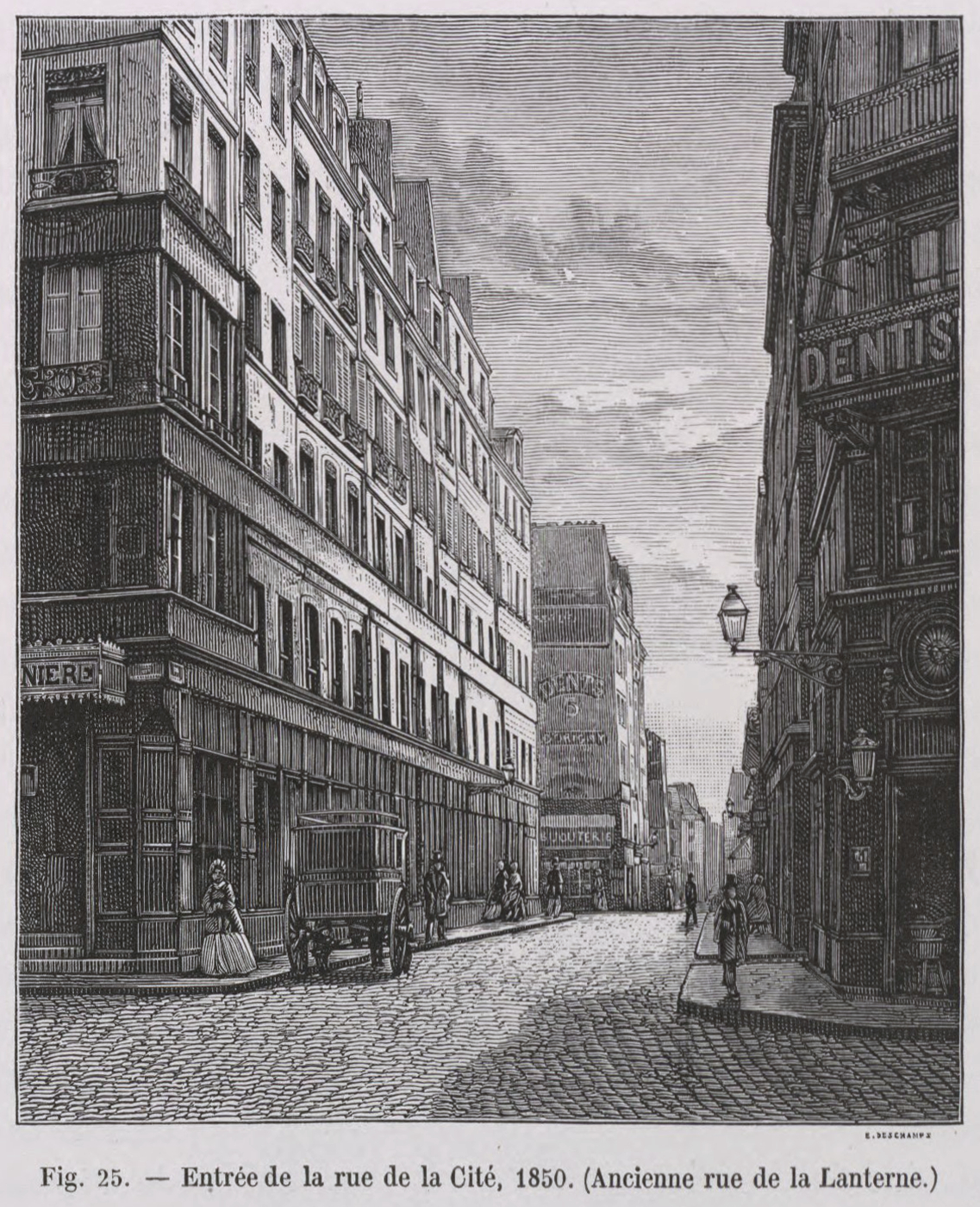
Entrée de la rue de la Cité en 1850, rue de la Lanterne jusqu'en 1834. À gauche est perceptible un bout d'enseigne finissant par « ...NIERE », sur le site du magasin.

Le premier magasin à l'enseigne À la belle Jardinière est ouvert en 1824 par le mercier Pierre Parissot face au pont Notre-Dame, à l'entrée de la rue de la Lanterne (rue de la Cité depuis 1834) — à proximité immédiate du quai aux Fleurs (actuelle partie orientale du quai de la Corse) — pour l'exploitation d'un commerce de vêtements confectionnés, vendus à prix fixe. Il transfère pour cela le magasin préexistant La Belle Fermière du faubourg Saint-Antoine sur l'île de la Cité en lui attribuant un nouveau nom. La nouvelle enseigne figure une jardinière en train d'arroser des fleurs. 
Les prix économiques de confection et donc de vente résultent de l'idée de Pierre Parissot de proposer des vêtements réalisés dans de multiples épaisseurs du même tissu. C'est un succès et il s'agrandit, achetant en 1830 plusieurs maisons limitrophes situées sur le quai et rue de la Lanterne. En 1856, il en a acquis 25 et le capital atteint déjà 3 millions de francs. Le magasin occupe désormais un vaste quadrilatère situé entre la rue de la Cité, la rue du Haut-Moulin et la rue des Marmousets. Il développe aussi ses activités en province. L'invention par Barthélemy Thimonnier de la machine à coudre permet aussi à Parissot de développer considérablement ses affaires. Il meurt en 1861 et ses neveux lui succèdent à la tête de l'entreprise.
Entre 1864 et 1866, La Belle Jardinière est exproprié de son magasin de la Cité, dont l'édifice est détruit pour construire l'Hôtel-Dieu,.

### Magasin du quai de la Mégisserie

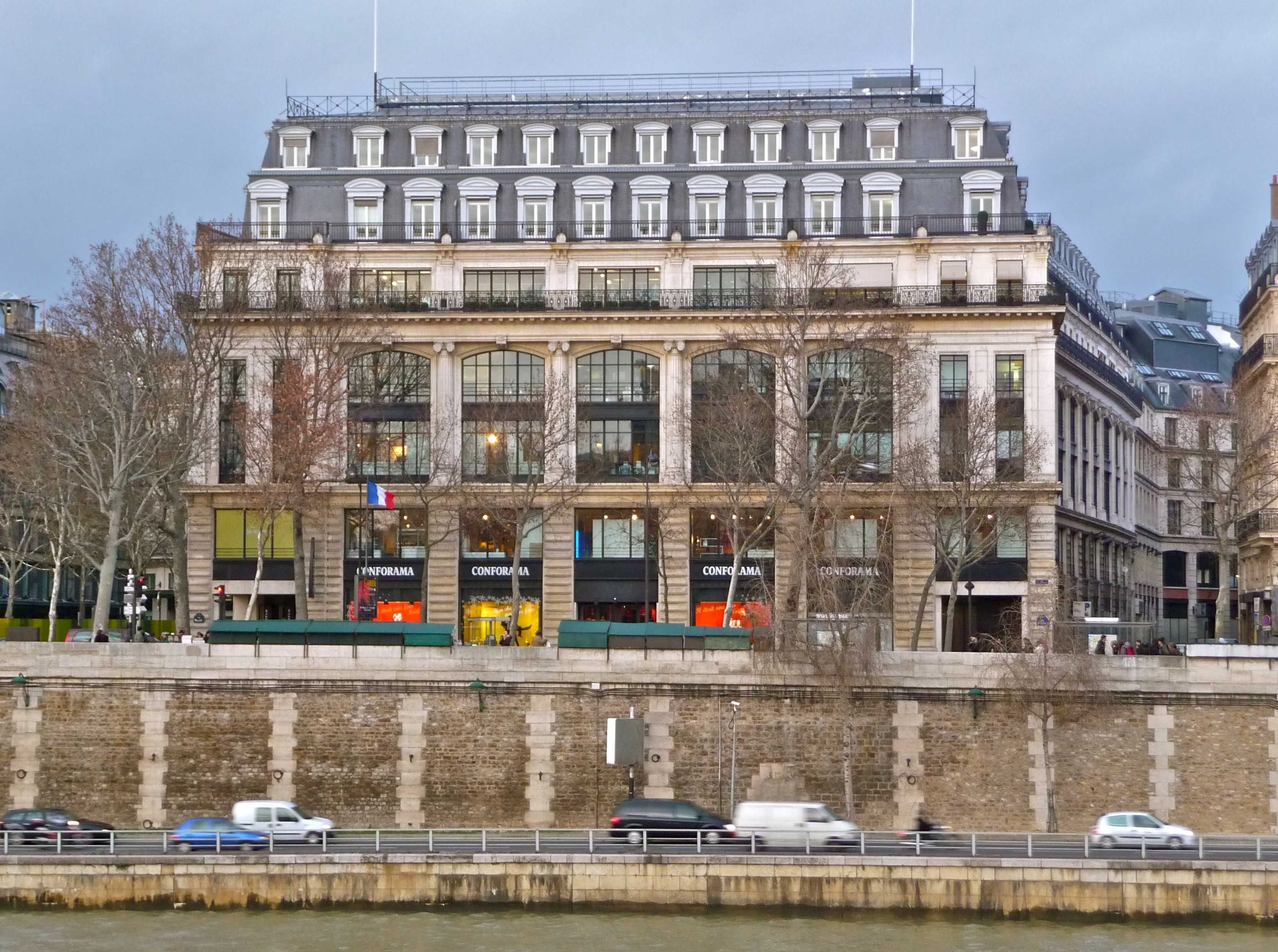
Le magasin du quai de la Mégisserie en 2011.

Un nouveau magasin est alors construit sur l'autre rive de la Seine, quai de la Mégisserie, au croisement avec la rue du Pont-Neuf, par l'architecte Henri Blondel, entre le 29 mai 1866 et décembre 1867. Partiellement inauguré en avril 1867, le bâtiment est agrandi en 1878.
En 1869, Adolphe, neveu de Parissot, entre dans le capital : il est de 196 millions de francs en 1930, date de la transformation de l'entreprise en société anonyme. Marie Marguerite Lescot, petite-fille d'Adolphe, épousera Albert Bouclier qui en deviendra le PDG. La maison ne modifie jamais son objet initial, étant le seul grand magasin parisien à n'avoir conservé qu'une activité bien déterminée.
Le concept de magasin proposant de la confection finie et en série, à un prix adapté à la nouvelle clientèle des classes moyennes, connaît un grand succès et le petit magasin de 1824 est à l'origine d'une des premières chaînes fonctionnant en franchise. L'enseigne regroupe 190 points de vente en 1840 et 322 en 1860. Des établissements scolaires y font faire leurs uniformes, comme le collège Stanislas. Pendant la Première Guerre mondiale, La Belle Jardinière vend des vêtements militaires aux officiers français et alliés. La Belle Jardinière a été à partir de 1953 le premier commanditaire du maillot vert, le nouveau classement par points du Tour de France cycliste, la couleur ayant été choisie d'après les publicités du magasin. Le partenariat pour ce classement du Tour de France prend fin en 1967. 
La Belle Jardinière cesse son activité en 1972, après que M. Bricard, président-directeur général, l'eut cédée aux frères Willot (groupe Agache-Willot) qui ont, dans ce rachat, un objectif de plus-value immobilière. L'enseigne Conforama, alors propriété du groupe Agache, remplace rapidement La Belle Jardinière. Par la suite, après les démêlés financiers et judiciaires des nouveaux propriétaires, les bâtiments de la rue du Pont-Neuf, qui ont abrité le grand magasin des quais de Seine, sont rachetés par le groupe LVMH Moët Hennessy Louis Vuitton, déjà propriétaire de La Samaritaine, et sont toujours en partie occupés par Conforama ainsi que par les enseignes Darty et Habitat.

## Source
- Archives de France / Centre des archives du monde du travail